# La Mort de Socrate (Lamartine)
Pour l’article homonyme, voir La Mort de Socrate.
La Mort de Socrate est un poème de Lamartine, publié en septembre 1823 dans le recueil Nouvelles Méditations poétiques, lequel forme une suite naturelle aux Méditations poétiques de 1820. Lamartine imite et traduit même, par endroits, le Phédon.